# 紫霞峰摩崖造像及石刻
紫霞峰摩崖造像及石刻位於四川省敘永縣敘永鎮，文物遺址年代判定為宋至近代。1996年9月16日公佈為四川省第四批省級文物保護單位。